# Дубки (Крестецкий район)
Дубки — деревня в Крестецком районе Новгородской области, входит в Ручьёвское сельское поселение.
В ранних документах деревня упоминается, как Русские Дубки. Именно это название использует группа деревни.

## География
Деревня Дубки расположена в 8 км к северу от трассы Крестцы—Окуловка и деревни Борок, в 12 км к северу от деревни Ручьи, в 21 км к северо-западу от съезда «Малый Борок» с М11, в 28 км к северо-востоку от посёлка Крестцы.
Местоположение определяет высокую транспортную доступность деревни. Преимущественный вид транспорта - автомобильный. В деревню можно попасть по обеим трассам Москва-Петербург. По трассе М10, поворот в г. Крестцы на г. Окуловка или по трассе М11, съезд "Окуловка" в сторону г. Крестцы. В обоих случая далее по асфальтированной трассе Федерального назначения Окуловка- Крестцы до деревни Борок (по местному деревня чаще всего именуется Большой Борок), далее 8 км по твердой грунтовой дороге непосредственно до деревни.
Общественный транспорт до деревни не доезжает. Наиболее близко (2 км по главной дороге) два раза в неделю (туда-обратно) проходит автобус Крестцы- Волма (следует через Борок). До деревни Борок можно добраться всеми видами транспорта (рейсовые автобусы, маршрутные такси, такси) следующими на Боровичи, Хвойную и Окуловку со стороны Крестец и Великого новгорода, либо на Крестцы, Великий Новгород, Псков со стороны Боровичей и Окуловки (в г. Окуловка находиться одноимённая станция сообщения Москва-Петербург).
Деревня располагается в начале Валдайской возвышенности, что определяет пересеченный рельеф и высокое местоположение. Последнее объясняет специфический микроклимат местности, характеризуемый преимущественно западными и южными ветрами.

## Население
В 2002 — 28.
| 2010 |
| ---- |
| 12   |

В 2014 — 7.
В 2019 — 5.

## История
В 1495 году на месте современной деревни Дубки находился центр Черньчевичского погоста Деревской пятины Новгородской земли (стр. 137).
В 1735 году деревня Дубки упоминается среди деревень при Чижевской церкви Пресвятой Троицы в погосте Чижеве.
В XIX и начале XX века Дубки находились в Тимофеевской волости Крестецкого уезда Новгородской губернии с центром в деревне Борок.
В 1908 году в деревне Дубки было 64 двора с домами и населением 352 человека. Имелась церковно-приходская школа.